# Karlino Wąskotorowe
Karlino Wąskotorowe – rozebrana w 1964 stacja kolejowa Kołobrzeskiej Kolei Wąskotorowej w Karlinie, w województwie zachodniopomorskim, w powiecie białogardzkim, w gminie Karlino. Nieistniejąca stacja była zespolona z obecną normalnotorową stacją kolejową Karlino i była położona na jej terenie.
Dawna stacja końcowa rozebranej w 1964 linii kolei wąskotorowej z Gościna do Karlina. Linia o długości 19,26 km miała rozstaw szyn 1000 mm. Przez stację w Gościnie łączyła się w gęstą, wielokilometrową sieć kolei wąskotorowych na Pomorzu Zachodnim.
Obecnie na długości 2,3 km dawnego torowiska do mostu nad Parsętą prowadzi turystyczny  Szlak „Solny” – (Karlino–Kołobrzeg, 38 km).